# 八十後浪
八十後浪（英語：80smomentum），是由一群曾經參與雨傘運動所組成的傘後組織。

## 宗旨
八十後浪有1點宗旨:
- 以直接和間接的行動，令社會和政府重視尋求改變的聲音。

## 事件

### 反對2014年版權（修訂）條例草案
八十後浪反對被網民稱為「網絡23條」的2014年版權（修訂）條例草案。

### 「V4U」計劃
八十後浪、青年新政、本土民主前線、東九龍社區關注組、天水圍民生關注平台及將軍澳青年力量在本月中發起「V4U」計劃，希望吸引更多市民在限期前登記成為選民。

### 七一遊行
八十後浪參加七一遊行，亦都會晌灣仔軒尼詩道138號門口外面設置街站。

## 外部連結
- 八十後浪 Facebook專頁